# Margaret Deland
Pour les articles homonymes, voir Deland (homonymie).
Margaret Deland, née Margaretta Wade Campbell le 23 février 1857 à Allegheny (Pennsylvanie), morte le 13 janvier 1945 à Boston (Massachusetts), est une romancière, nouvelliste et poétesse américaine. Elle dépeint la vie dans de petites villes et elle est généralement considérée comme faisant partie du mouvement du réalisme littéraire.

## Biographie

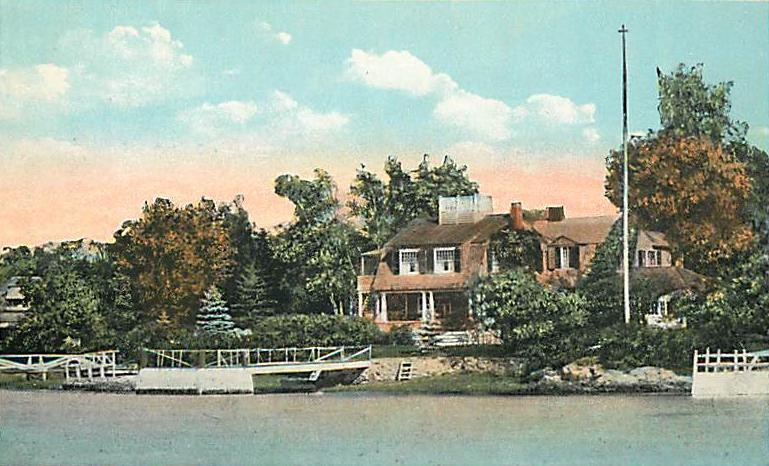
Greywood, la maison d'été de Margaret Deland à Kennebunkport, Maine

Margaretta Wade Campbell naît à Allegheny, Pennsylvanie (aujourd'hui un quartier de Pittsburgh) le 23 février 1857. Son père, Sample Campbell est un négociant en vêtements de Pittsburgh. Sa mère décède de complications liées lors de sa naissance. Elle est confiée aux soins d'une tante, Lois Wade et de son mari Benjamin Campbell Blake, une famille calviniste traditionnelle. Son père meurt lorsqu'elle a 4 ans. Elle effectue sa scolarité dans des écoles privées puis étudie le dessin à Cooper Union à New York. Ensuite, elle enseigne le dessin au Normal College of the City of New York (aujourd'hui Hunter College) et à 20 ans acquiert ainsi son indépendance,,. 
Le 12 mai 1880, elle épouse Lorin F. Deland qui travaille dans la publicité. C'est à cette époque qu'elle commence à écrire, d'abord des vers pour l'entreprise de cartes de vœux de son mari. Son premier poème, The Succory, est publié dans le numéro de mars 1885 du Harper's New Monthly Magazine. Son premier recueil de poèmes, The Old Garden and Other Verses, est publié à la fin de 1886 par Houghton Mifflin. Son premier roman, John Ward, Preacher, publié en 1888 la rend célèbre. Il décrit l'incompatibilité morale, en dépit des sentiments qu'ils se portent, d'une femme épiscopalienne mariée à un calviniste,. Dans ses écrits ultérieurs, elle traite à de nombreuses reprises des conflits et des dilemmes éthiques et moraux d'une société vivant sous la pression des prêcheurs et des théologiens.
Deland et son mari s'installent à Boston, Massachusetts et, sur une période de quatre ans, ils accueillent et viennent en aide à une soixantaine de mères célibataires avec leurs enfants dans leur résidence du 76 Mount Vernon Street sur Beacon Hill,. Leurs succès professionnels leur donnent les moyens d'acquérir une maison d'été, Greywood, surplombant la rivière Kennebunk à Kennebunkport, dans le Maine,. C'est là que l'actrice canadienne Margaret Anglin rend visite à Margaret Deland en 1909. Les deux femmes lisent le manuscrit de Deland pour The Awakening of Helena Richie. Comme Anglin le rapporte, « Je n'ai jamais passé un moment plus agréable que lorsque Mrs. Deland et moi avons fait le tour de la petite rivière dans un bateau, discutant de l'avenir d'Helena Richie. »  Les Deland conservent leur résidence d'été dans le Maine pendant près de 50 ans.
En 1910, Deland écrit un article pour l'Atlantic Monthly traitant des luttes en cours pour les droits des femmes aux États-Unis : « Restlessness ! (agitation) Restlessness ! » Elle écrit :  « Un mécontentement dominant chez les femmes – une agitation infiniment éloignée des préoccupations de la génération précédente. ». Toutefois, malgré cette prise de conscience, elle n'adhère pas à tous les combats des féministes. Pendant la Première Guerre mondiale, Deland participe à des missions de secours en France, une expérience qu'elle relate dans Small Things. Elle reçoit la croix de la Légion d'honneur pour son engagement. En 1926, elle est élue à l'Académie américaine des arts et des lettres avec Edith Wharton, Agnes Replier et Mary Eleanor Wilkins Freeman. Deland est également membre d'un club féminin informel qui compte notamment Amy Beach, Alice Howe Gibbens (épouse de William James ) et Ida Agassiz (épouse de Henry Lee Higginson). 
En 1941, Deland a publié 33 ouvrages. Elle meurt à Boston d'une maladie cardiaque le 13 janvier 1945, à l'hôtel Sheraton, son lieu de résidence. Elle est enterrée au cimetière de Forest Hills. Sa maison sur Mount Vernon Street, Beacon Hill, est un arrêt sur le Boston Women's Heritage Trail .

## Réception critique
Deland est connue principalement pour son roman John Ward, Preacher (1888), un réquisitoire contre le calvinisme, qui suscite des controverses et devient un best-seller,. Sa série de livres Old Chester, basés sur ses premiers souvenirs des communautés de Pittsburgh où elle a grandi – y compris Maple Grove et Manchester – sont également populaires. Elle est reconnue comme une auteure importante et populaire de réalisme littéraire.  

## Œuvres (sélection)

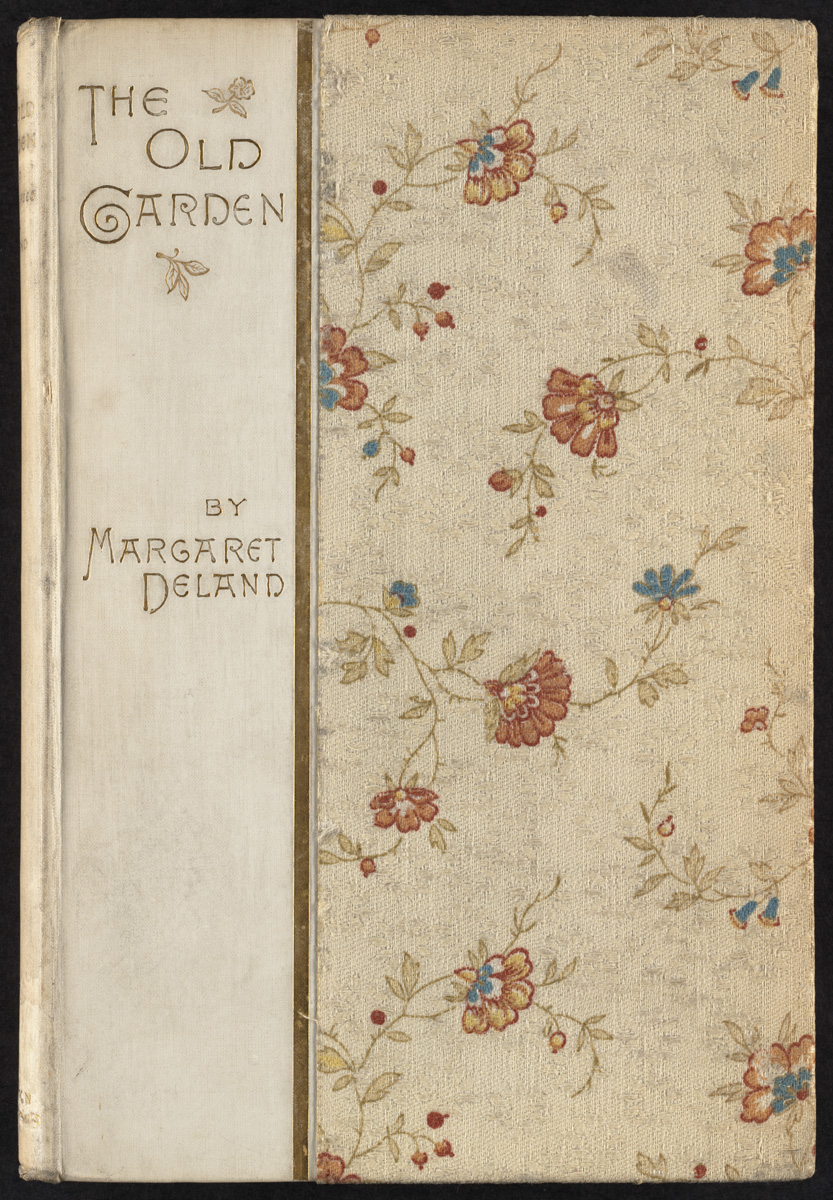
Le vieux jardin et autres vers, 1886

### Poésie
- (en) [The Old Garden, and other verses.].  (ill. Walter Crane), Osgood & McIlvaine: London; Cambridge, Mass. printed, 1893 (OCLC 560051899)
- (en) et Mifflin and Company, Riverside Press, Houghton & Company (ill. Walter Crane), The old garden, and other verses (jeunesse), Boston ; New York : Houghton, Mifflin & Co. ; Cambridge : Riverside Press, 1893 et 1894 (OCLC 10830668)

### Romans
- (en) John Ward, preacher., Ridgewood, N.J.,, Gregg Press, coll. « Americans in fiction », 1967 (1re éd. 1888), 473 p. (OCLC 271603)
- (en) Sidney., Hansebooks, 2016 (1re éd. 1890) (ISBN 9783743304949)
- (en) The story of a child, Hansebooks, 2017 (1re éd. 1892) (ISBN 9783337215781)
- (en) Philip and his wife., Rarebooksclub Com, 2012 (1re éd. 1894) (ISBN 9780217527989)
- (en) avec  Lucius Wolcott Hitchcock et al., Dr. Lavendar's people, New York and London, Harper and Brothers Publishers, 1903, 349 p. (OCLC 544499)
- (en) Way to Peace, SMK Books, 2018 (ISBN 9781515433644)
- (en) The iron woman  (ill. F. Walter Taylor), New York, London,, Harper & Brothers, 1911, 477 p. (OCLC 271600)
- (en) avec University of Virginia. Library. et Electronic Text Center (ill. W.H.D. Koerner), The voice, 1996 (1re éd. 1912) (ISBN 9780585215686)
- (en) Partners., Nabu Press, 2010 (1re éd. 1913) (ISBN 9781176563285)
- (en) The hands of Esau, United States, Nabu Public Domain Reprints, 2016 ? (1re éd. 1914), 85 p. (ISBN 9781176661790)
- (en) The rising tide  (ill. F. Walter Taylor), New York, A.L. Burt, 1916, 292 p. (OCLC 977363638)
- (en) Small things, Toronto, Copp, Clark, coll. « CIHM/ICMH collection numérisée » (no 79660), 1919 (ISBN 9780665796609)
- (en) Promises of alice., Nabu Press, 2010 (1re éd. 1919) (ISBN 9781171721772)
- (en) Old Chester secret., Outlook Verlag, 2020 (1re éd. 1920) (ISBN 9783752377798)
- (en) Vehement Flame., Outlook Verlag, 2020 (1re éd. 1922) (ISBN 9783752309034)
- (en) The Kays, London, J. Cape, 1926, 319 p. (OCLC 17613910)
- (en) Captain Archer's daughter., London, 1932 (OCLC 315864436)

### Collection d'histoires courtes
- (en) Mr Thommy Dove and other stories, 1893
- (en) avec Bruce Rodgers, The Wisdom of Fools, Norderstedt Hansebooks GmbH, 2018 (ISBN 9783337486730)
- (en) Old Chester tales, New York, Garrett Press, coll. « The American short story series » (no 45), 1969 (1re éd. 1898) (ISBN 9780512001436)
- (en) The common way., BCR-University of Colorado at Boulder, 2009 (OCLC 671788867, présentation en ligne)
- (en) R. j's mother and some other people., Nabu Press, 2010 (1re éd. 1908) (ISBN 9781171539162)
- (en) Around old chester., Nabu Press, 2010 (1re éd. 1915) (ISBN 9781177574433)
- (en) Small things, Toronto, Copp, Clark,, coll. « CIHM/ICMH collection numérisée » (no 79660), 1919 (ISBN 9780665796609)
- New friends in Old Chester., New York, Harper, 271 p. (OCLC 1131167608)
- (en) Old Chester days., Freeport, N.Y.,, Books for Libraries Press, coll. « Short story index reprint series. », 1937 (ISBN 9780836933864)

### Autobiographie
- (en) avec Dorothy Bayley; D. Appleton-Century Company, (ill. Margaret Deland), If this be I, as I suppose it be, New York ; London : D. Appleton-Century Company, Incorporated, 1939 (OCLC 35898254)
- (en) Golden yesterdays, New York, Harper & Brothers, 1941 (OCLC 729926233)

### Autre ouvrage de non fiction
- (en) Florida days (classic reprint), Forgotten books, 2016 (ISBN 9781334387906)

## Filmographie
- 1916 : The Iron Woman de Carl Harbaugh (d'après le roman The Iron Woman)
- 1916 : The Awakening of Helena Richie de John W. Noble (d'après le roman The Awakening of Helena Richie )
- 1925 : Feux couvants de Clarence Brown